# TJ Ramini
Tarek Jafar Ramini, mieux connu sous le nom de TJ Ramini, est un acteur britannique né le 26 mai 1975 à Londres. Il est connu pour son interprétation de Tarin Faroush dans le Jour 8 de la série télévisée 24 heures chrono et celui de Cross dans la saison 5 de la série Prison Break.

## Filmographie
- 2010 : 24 heures chrono : Tarin Faroush  (saison 8, 11 épisodes, rôle récurrent)
- 2013 : Marvel : Les Agents du SHIELD (Agents of S.H.I.E.L.D.) : Carlo Manssini (saison 1, épisode 13)
- 2013-2014 : Twisted : Vikram Desai (rôle récurrent)
- 2017 : Prison Break : Cross  (saison 5, épisodes 3 et 4)
- 2021 : Legacies : Robin Goodfellow  (saison 3, épisode 3)